# Hollis Cline
Hollis (Holly) T. Cline es profesora Hahn de neurociencia en el Instituto de Investigación Scripps en California. Es miembro de la Asociación Estadounidense para el Avance de la Ciencia y recibió el Premio Mika Salpeter de la Sociedad de Neurociencia por su Trayectoria Académica en 2019. Estudia cómo distintas experiencias impactan el desarrollo del cerebro.

## Formación
Cline estudió biología en el Bryn Mawr College. Durante sus estudios universitarios trabajó en el Rockefeller Center y el Memorial Sloan Kettering Cancer Center. Se mudó a la Universidad de California en Berkeley para sus estudios de posgrado, donde obtuvo un doctorado en neurobiología bajo la supervisión de Gunther Stent en 1985. Su investigación consideró el desarrollo de plasticidad dependiente de experiencias en el sistema visual. Se unió a la Universidad Yale como investigadora postdoctoral, trabajando junto a Martha Constantine-Paton en el papel de los receptores de ácido N-metil-D-aspártico y la plasticidad en renacuajos. Después de cuatro años en Yale, Cline se unió al Centro Beckman de Medicina Molecular y Genética, donde trabajó en la visualización de actividad neuronal a través de iones calcio —calcium imaging— con Richard W. Tsien.

## Trayectoria
Cline obtuvo un puesto en la Universidad de Iowa en 1990. Se mudó al Laboratorio Cold Spring Harbor en 1994, donde fue ascendida a profesora en 1998. Entre 2002 y 2006 ocupó el puesto de Directora de Investigación. Su investigación busca comprender el desarrollo del cerebro. Ha considerado los mecanismos responsables del control de la plasticidad estructural de las dendritas neuronales y la formación de mapas topográficos. Cline demostró que la formación de circuitos in vivo es un proceso dinámico que tiene lugar durante todo el desarrollo y que se basa en experiencias vividas. También ha demostrado que los mecanismos responsables del desarrollo del cerebro y el procesamiento de la información se conservan en todos los vertebrados. Su investigación implica el uso de electrofisiología, imágenes in vivo y formas de manipular la expresión de genes.
Cline se unió al Instituto de Investigación Scripps en 2008. Allí está la Jefa del Departamento de Neurociencia Molecular y Celular. Cline ha demostrado que los exosomas están involucrados en el desarrollo de neuronas y circuitos cerebrales, y que incluso pueden restaurar la salud de las células cerebrales afectadas por enfermedades. Lo consiguió mediante ensayos multicelulares y el estudio de la bioactividad de exosomas en neuronas sanas y enfermas. Ella demostró que los exosomas afectados por el síndrome de Rett no contenían proteínas de señalización esenciales, y sin embargo contenían proteínas nocivas. Usó a continuación la tecnología de edición de genes CRISPR para eliminar el síndrome de Rett, y monitoreó la restauración de los exosomas neurales. Cline también ha investigado las proteínas generadas en la retina y ha demostrado que pueden estar involucradas en el tratamiento de la enfermedad ocular.
Cuando fue elegida miembro de la Asociación Estadounidense para el Avance de la Ciencia en 2012, su cita decía: "por estudios seminales de cómo la experiencia sensorial afecta el desarrollo de las estructuras y funciones cerebrales y por un generoso servicio de asesoramiento nacional e internacional a la neurociencia". Además de por su labor de investigación, Cline es conocida por su trabajo como mentora y defensora. Ha invitado a la comunidad científica a replantearse el uso de animales experimentos para avanzar en la comprensión del cerebro y el sistema nervioso. Fue galardonada con el Premio Premio Mika Salpeter de la Sociedad de Neurociencia por su Trayectoria Académica en 2019.

## Premios y honores
Entre sus premios y honores destacan:
- 2005 Premio al trabajo pionero del director de los National Institutes of Health (Estados Unidos)[12][13]
- 2012 Elegida miembro de la Asociación Estadounidense para el Avance de la Ciencia[14]
- 2013 Premio a la mentora sobresaliente del Instituto de Investigación Scripps[10]
- 2019 Premio Mika Salpeter de la Sociedad de Neurociencia por su Trayectoria Académica en 2019

Cline fue elegida presidenta de la Sociedad de Neurociencia en 2014.

### Publicaciones destacadas
Entre sus publicaciones destacan:
- Cline, Hollis (2002). «The molecular basis of CaMKII function in synaptic and behavioural memory». Nature Reviews Neuroscience 3: 175. doi:10.1038/nrn753.
- Cline, Hollis (1990). «Patterned activity, synaptic convergence, and the NMDA receptor in developing visual pathways». Annual Review of Neuroscience 13: 129-154. doi:10.1146/annurev.ne.13.030190.001021.
- Cline, Hollis (1996). «Maturation of a Central Glutamatergic Synapse». Science 274: 972-976. doi:10.1126/science.274.5289.972.

Cline es forma parte del consejo editorial de las revistas científicas Oxford Research Encyclopedia of Neuroscience, Frontiers in Neural Circuits, Journal of Developmental Biology y Neural Development.